# Monte Cook
El monte Cook (del maorí: Aoraki o Aorangi) es la montaña más alta de Nueva Zelanda, con una elevación de 3764 m s. n. m. Es un pico de los Alpes Neozelandeses, una cadena montañosa que recorre toda la costa occidental de la Isla Sur de Nueva Zelanda. Varios glaciares, como el Tasman y Hooker, se precipitan sobre sus laderas.
Aparte de ser un importante destino turístico, es una región famosa para los escaladores, con una larga historia de alpinismo. También es una montaña conocida por haber sido la localización exterior de las escenas de la película El Señor de los Anillos: la Comunidad del Anillo que se desarrollan en el ficticio monte Caradhras.

## Geografía

### Localización
El monte Cook se encuentra dentro del parque nacional Aoraki/Mount Cook. El parque fue declarado en 1953 y es Patrimonio de la Humanidad según la Unesco (formando parte de Te Wahipounamu, junto a los parques nacionales de Fiordland, Monte Aspiring y Westland). En él se encuentran más de 140 cumbres de altura superior a los 2000 m y 72 glaciares, que cubren el 40 % del total de su territorio, 700 km².
La población de Mount Cook Village (también conocida como The Hermitage) es el centro turístico de la zona, y el campamento base para el ascenso a la montaña. Se encuentra a siete kilómetros del pie del glaciar Tasman, y a doce al sur de la base del monte Cook. La ciudad más cercana es Twizel.
El acceso a la zona se realiza habitualmente por la carretera del monte Cook, que bordea la costa occidental del lago Pukaki. Cerca de allí hay un pequeño aeródromo. El monte Cook será el punto de partida de la Alps to Ocean Cycle Trail hasta Oamaru, senda cuya construcción está prevista para los próximos años tras su aprobación en 2010 por el proyecto New Zealand Cycle Trail.

### Geología

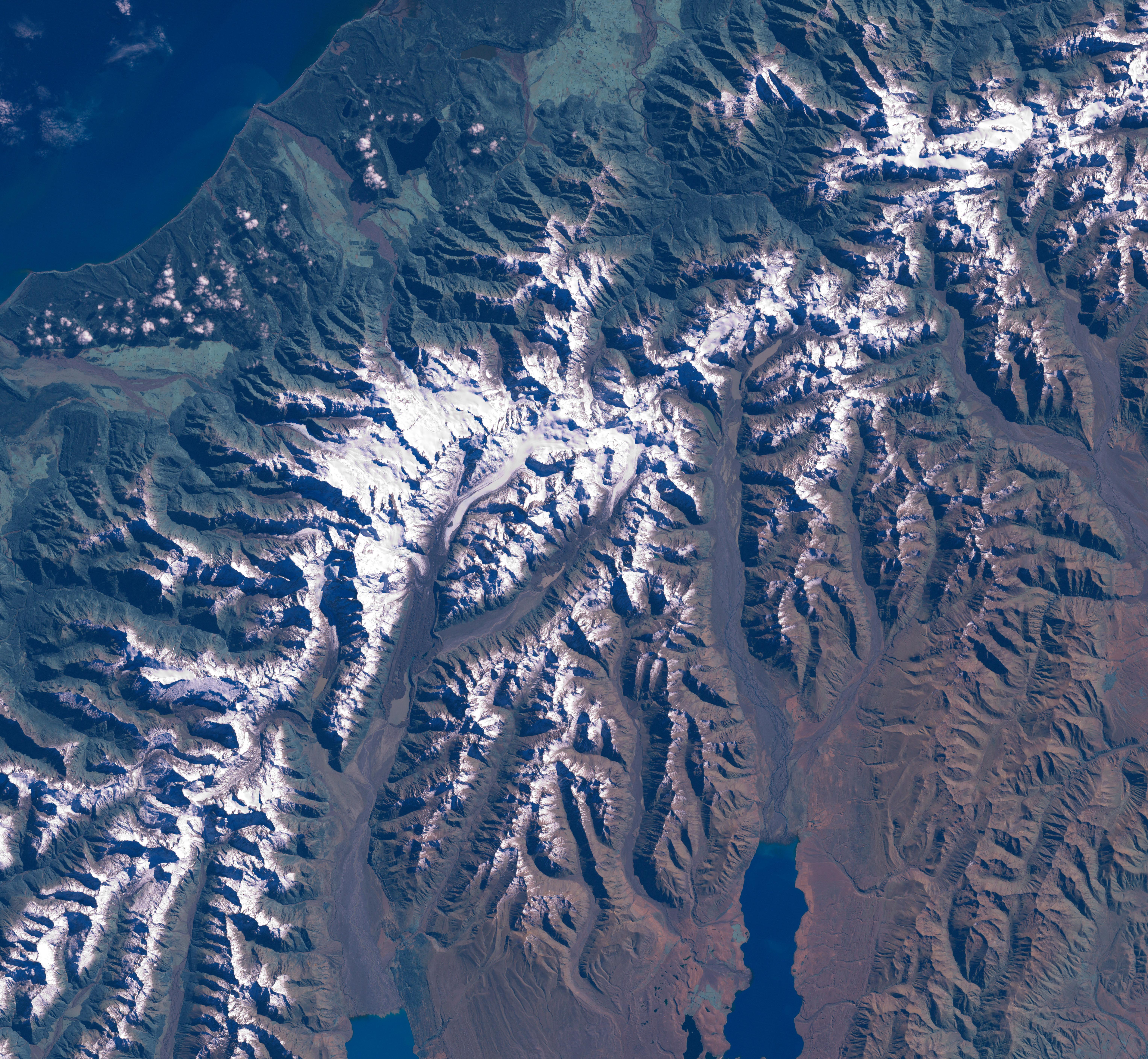
Imagen del monte Cook tomada por el satélite LandSat.

Los Alpes Neozelandeses de la Isla Sur se formaron por la presión tectónica generada por el choque de la placa del Pacífico y la Indoaustraliana en el borde convergente que coincide con la línea de costa occidental de la isla. La subducción continúa, elevando el monte Cook una media de 7 mm al año. Sin embargo, las fuerzas erosivas también modelan de forma poderosa estas montañas, que sufren un clima severo por la acción de los poderosos vientos del oeste llamados «Rugientes Cuarentas», que actúan a lo largo de los 45° de latitud sur, al sur de los extremos meridionales de África y Australia. Los Alpes Neozelandeses son el primer y único obstáculo que estos vientos encuentran en su camino a lo largo de los mares del sur.
La altitud del monte Cook fue establecida en 1881 por G. J. Roberts desde la vertiente occidental, y en 1889 por T. N. Brodrick desde la vertiente de Canterbury. Sus medidas coincidieron casi con exactitud en 12 349 pies (3764 m). Esa altitud se redujo en 10 m cuando unos diez millones de metros cúbicos de roca y hielo se precipitaron desde lo alto del pico norte el 14 de diciembre de 1991.

### Clima
Los vientos del océano descritos («Rugientes Cuarentas») causan un potente efecto Föhn en la zona, que eleva la media anual de precipitaciones a los 7600 mm. Esto permite la existencia de bosques tropicales (rain forest) en la costa y alimenta a los glaciares: el Tasman y el Murchinson al este de la montaña y los más pequeños Hooker y Mueller al sur.

## Historia

### Leyendas y tradiciones maoríes

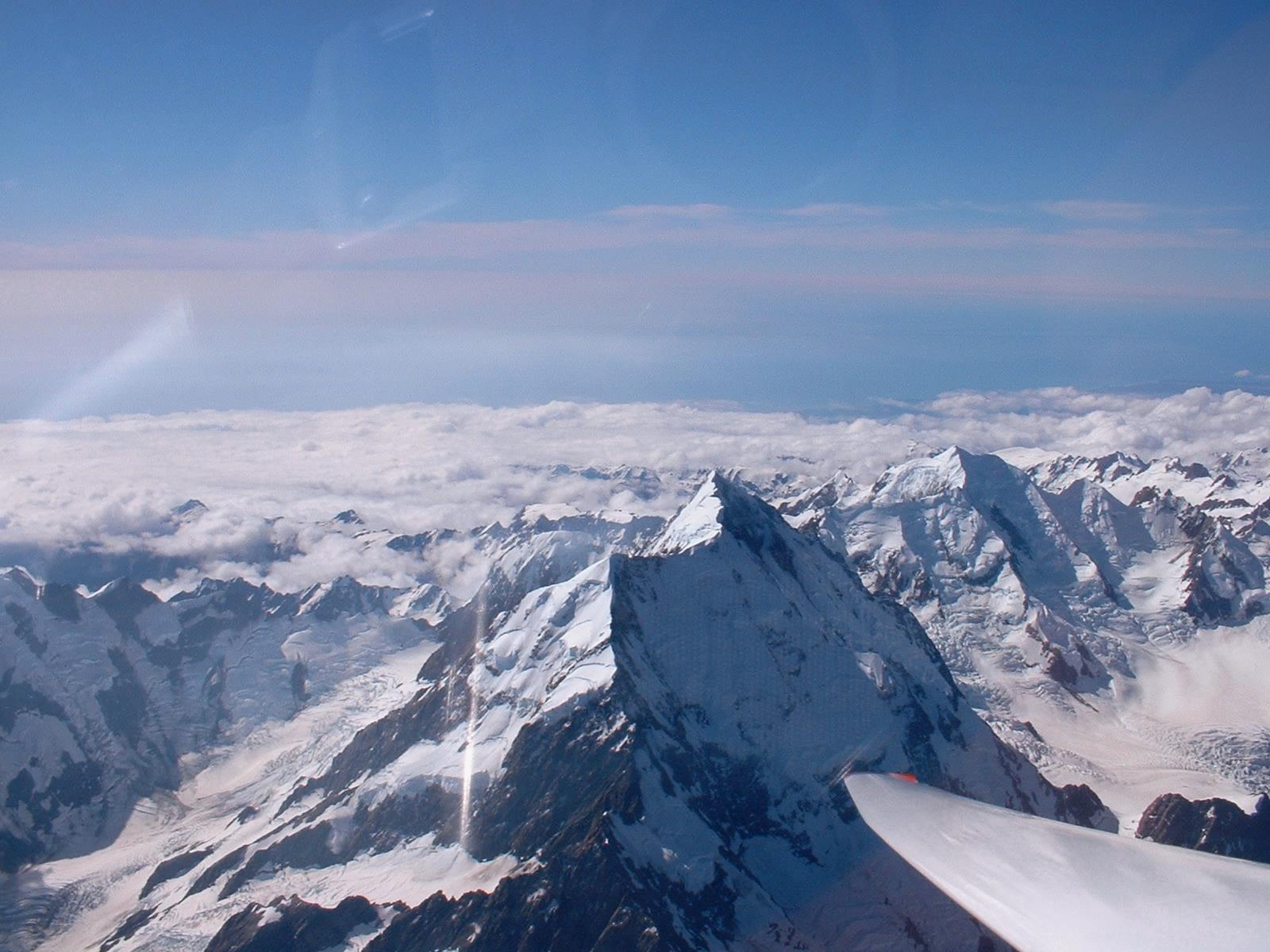
El monte Cook visto desde el sur, tomado desde un planeador volando a 4000 m.

Según una leyenda maorí, Aoraki era un joven que, con sus tres hermanos, era hijo de Rakinui, el «Padre Cielo». En su viaje por Papatuanuku, la «Madre Tierra», su canoa encalló en un arrecife y se volcó. Aoraki y sus hermanos treparon a la quilla de la canoa, pero el gélido viento del sur los congeló, convirtiéndolos en piedra. La canoa se convirtió en Te Waka o Aoraki, la Isla Sur. Aoraki, el más alto, se transformó en la mayor elevación de la isla, y sus hermanos formaron los Kā Tiritiri o te Moana, los Alpes Neozelandeses.
Los Ngāi Tahu, el principal iwi (tribu) de la región sur de Nueva Zelanda, consideran a Aoraki como el más sagrado de los antepasados de los que descienden. El monte Aoraki da al iwi su sentido de comunidad y propósito, y su forma física les sirve de enlace entre el mundo de lo sobrenatural y la naturaleza. Aoraki significa «hiende nubes» en el dialecto Ngāi Tahu del idioma maorí. La forma maorí «canónica» del nombre es Aorangi, pero se usa menos.

### Descubrimiento por los europeos
Aunque la montaña era familiar para los maoríes desde hacía siglos, el primer europeo en verla fue Abel Tasman, el 13 de diciembre de 1642 durante su primer viaje por el Pacífico. El nombre inglés Mount Cook fue impuesto a la montaña en 1851 por el capitán John Lort Stokes para homenajear al capitán James Cook, quien primero exploró y circunnavegó las islas de Nueva Zelanda en 1770. Sin embargo, el capitán Cook no divisó esta montaña durante sus exploraciones.

### Historia reciente
Tras el acuerdo entre los Ngāi Tahu y la Corona en 1998, el nombre oficial de la montaña se cambió de «Mount Cook» a «Aoraki/Mount Cook» para incorporar su nombre histórico maorí, «Aoraki». Como parte del acuerdo, varios topónimos de la Isla Sur fueron modificados para incorporar su nombre autóctono maorí. Por su importancia mitológica, el Aoraki/Mount Cook fue el único de esos topónimos compuestos en los que el nombre maorí precede al inglés. Además, bajo ese mismo acuerdo, la Corona accedió a devolver la propiedad del Aoraki/Mount Cook a los Ngāi Tahu, quienes entonces se la regalarían formalmente a la nación. Ninguna de estas transferencias se ha producido aún, pues la potestad de decidir su momento corresponde a los Ngāi Tahu según el acuerdo.

## Alpinismo

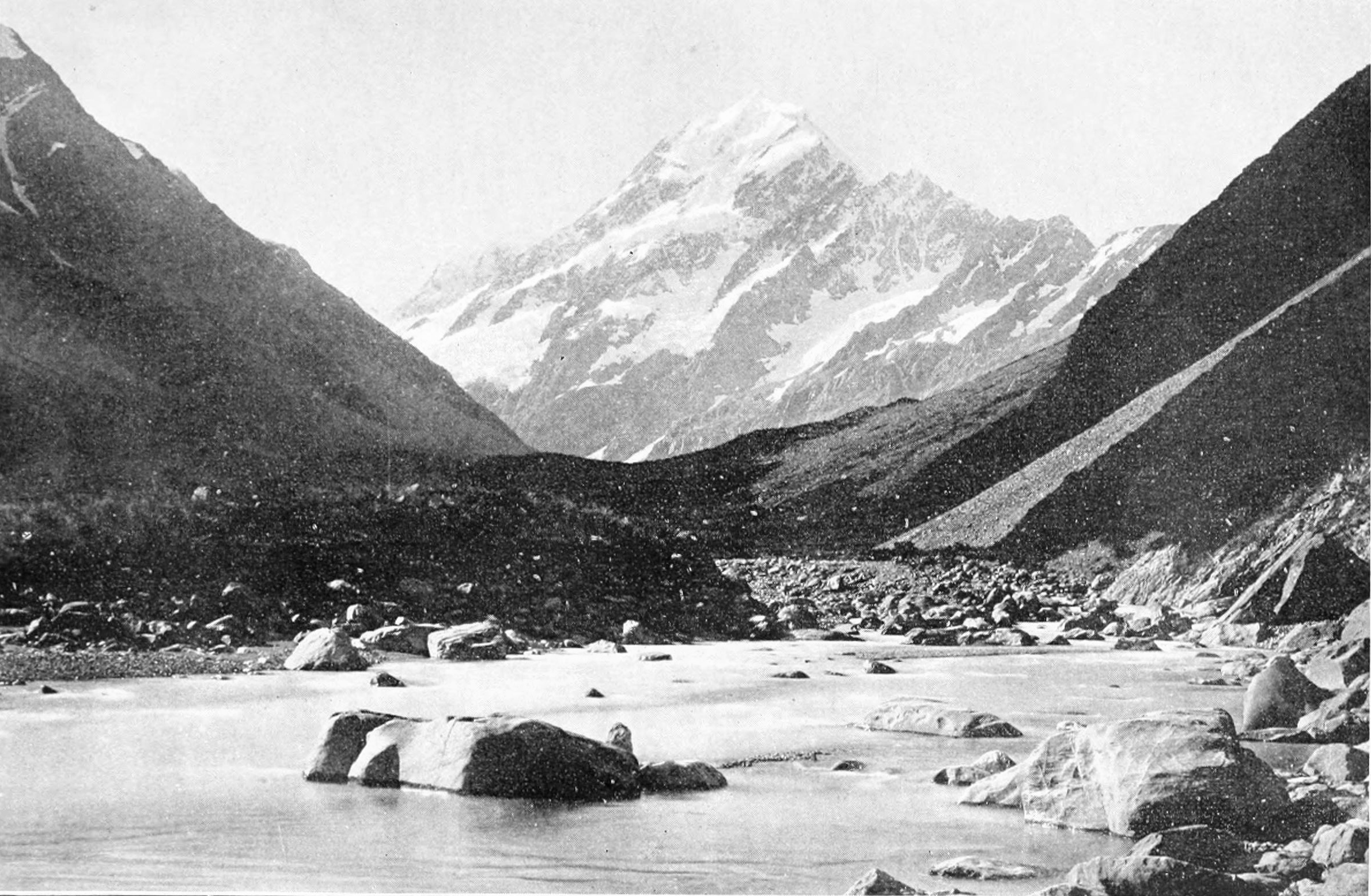
El monte Cook desde el río Hooker, fotografía tomada por David Paul Gooding en 1913.

El primer intento europeo de alcanzar esta cima fue realizado por el reverendo irlandés William S. Green, el hotelero suizo Emil Boss y el guía de montaña suizo Ulrich Kaufmann el 2 de marzo de 1882 por los glaciares Tasman y Linda. Hugh Logan, autor de una guía sobre el monte Cook, cree que se quedaron a menos de 50 m de la cima.
La primera ascensión completa fue llevada a cabo el 25 de diciembre de 1894 por los neozelandeses Tom Fyfe, James Jack Clarke y George Graham; que alcanzaron la cima por el valle Hooker y la cresta norte. El guía de montaña suizo Matthias Zurbriggen realizó la segunda ascensión, el 14 de marzo de 1895, desde el lado del glaciar Tasman, y por la cresta que ahora lleva su nombre. Ésta está acreditada como la primera ascensión en solitario al monte Cook, aunque Zurbriggen fue acompañado por J. Adamson durante parte de la ascensión por la cresta. Tras la escalada de Zurbriggen pasaron otros diez años hasta que la montaña fue escalada de nuevo. En febrero de 1905 James Clarke y otros cuatro completaron la tercera ascensión, siguiendo la ruta abierta por Zurbriggen. De esa manera, Clarke se convirtió en la primera persona en ascender dos veces al monte Cook. 
La primera mujer en escalar la montaña fue la australiana Freda du Faur, el 3 de diciembre de 1910. El guía local George Bannister, descendiente de Te Koeti Turanga de los Ngāi Tahu, fue el primer maorí en escalar con éxito el pico en 1912. La primera travesía de los tres picos de esta montaña fue completada en 1913 por Freda du Faur y los guías Peter y Alex Graham.

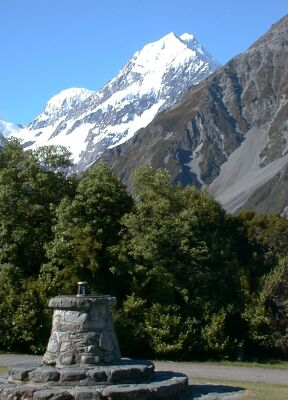
La panorámica más típica del monte Cook, desde el Hotel Hermitage, en Mount Cook Village.

El primer accidente mortal en esta cumbre se produjo el 22 de febrero de 1914, cuando tres alpinistas fueron arrastrados por un alud en el glaciar Linda. Edmund Hillary realizó su primera ascensión en enero de 1947. En febrero de 1948, con Ruth Adams, Harry Ayres y Mick Sullivan, Hillary realizó la primera ascensión por la cresta sur hasta el Low Peak.
En noviembre de 1982, Mark Inglis, que trabajaba como guía de montaña profesional en misiones de búsqueda y rescate para el parque nacional Aoraki/Mount Cook desde 1979, y su compañero de escalada Philip Doole debieron refugiarse en una cueva de hielo del glaciar (a la que se dio en llamar «Middle Peak Hotel») durante una intensa nevasca, y quedaron allí atrapados durante casi catorce días. El rescate de los dos escaladores fue un evento mediático de primera magnitud en Nueva Zelanda. Las dos piernas de ambos sufrieron congelamiento grave durante la espera, y como consecuencia se las tuvieron que amputar por debajo de las rodillas. Sin embargo, y con prótesis de fibra de carbono, Inglis regresó al monte Cook en 2002 y alcanzó su cima el 7 de enero, tras un intento previo fallido por problemas en las prótesis. El asalto a la cima de enero de 2002 fue documentado por la película No Mean Feat: The Mark Inglis Story.

## Localización cinematográfica
La bella imagen del monte Cook también se ha hecho conocida por haber sido la localización exterior de las escenas de la película de Peter Jackson El Señor de los Anillos: la Comunidad del Anillo que se desarrollan en el ficticio monte Caradhras, cima bajo la que se halla Khazad-dûm, y en su paso del Cuerno Rojo.